# Nguyễn Thị Lệ
Nguyễn Thị Lệ (sinh năm 1967) là nữ chính trị gia người Việt Nam. Bà là nguyên Phó Bí thư Thành ủy, Chủ tịch Hội đồng nhân dân Thành phố Hồ Chí Minh nhiệm kì 2021 - 2026.

## Xuất thân và giáo dục
Nguyễn Thị Lệ sinh ngày 26 tháng 9 năm 1967, người Kinh, không theo tôn giáo nào, quê quán tại xã Phước Vĩnh An, huyện Củ Chi, Thành phố Hồ Chí Minh.
Nguyễn Thị Lệ có bằng cử nhân Luật, cử nhân Khoa học (ngữ văn), Thạc sĩ Luật Hành chính, Anh văn B1 (khung châu Âu).

## Sự nghiệp
Nguyễn Thị Lệ là đảng viên Đảng Cộng sản Việt Nam.
Bà gia nhập Đảng Cộng sản Việt Nam ngày 4 tháng 12 năm 1993, thành đảng viên chính thức năm 1994.
Bà có trình độ Cao cấp lí luận chính trị Đảng Cộng sản Việt Nam.

### Lãnh đạo Quận 3
Từ năm 1995 đến năm 2015, Nguyễn Thị Lệ công tác tại Quận 3, Thành phố Hồ Chí Minh. Bà đi lên từ chức Bí thư phường, cuối cùng là Chủ tịch Ủy ban nhân dân Quận 3, TPHCM, rồi Bí thư Quận ủy Quận 3, TPHCM.
Từ tháng 4 năm 2003 đến tháng 9 năm 2005, Nguyễn Thị Lệ giữ các chức vụ sau: Trưởng phòng Tổ chức chính quyền quận 3, sau đó là Ủy viên ban Thường vụ Quận ủy, Ủy viên thường trực, Trưởng ban Dân vận Quận ủy quận 3.
Từ tháng 10 năm 2005 đến tháng 8 năm 2015 bà là Phó Bí thư Thường trực Quận ủy quận 3.
Tại Đại hội Đảng bộ TP.HCM lần thứ 9 nhiệm kỳ 2010 - 2015, Nguyễn Thị Lệ được bầu làm Ủy viên Ban chấp hành Đảng bộ TPHCM.
Ngày 14 tháng 9 năm 2010, Nguyễn Thị Lệ, Phó Bí thư Quận ủy Quận 3, được ông Lê Hoàng Quân, Chủ tịch Ủy ban nhân dân Thành phố Hồ Chí Minh, kí quyết định bổ nhiệm giữ chức vụ Chủ tịch Ủy ban nhân dân Quận 3, TPHCM thay ông Phạm Ngọc Hữu nhận nhiệm vụ khác. Lúc này bà có trình độ Cử nhân luật, cử nhân ngữ văn, cao cấp lí luận chính trị.
Ngày 9 tháng 5 năm 2012, Nguyễn Thị Lệ, Thành ủy viên, Phó Bí thư Quận ủy Quận 3, Chủ tịch Ủy ban nhân dân Quận 3, được Thành ủy Thành phố Hồ Chí Minh chuẩn y giữ chức vụ Bí thư Quận ủy Quận 3, Thành phố Hồ Chí Minh thay ông Phạm Ngọc Hữu nhận công tác khác. Lúc này bà có trình độ Cử nhân luật, cử nhân ngữ văn, cao cấp lí luận chính trị.
Bà giữ chức vụ Bí thư Quận ủy quận 3 khóa 9, khóa 10.
Ngày 25 tháng 8 năm 2015, Thành ủy Thành phố Hồ Chí Minh trao quyết định cho bà Nguyễn Thị Lệ thôi chức Bí thư Quận ủy Quận 3, TPHCM để giữ chức vụ Phó Trưởng ban Dân vận Thành ủy, thay thế bà là ông Nguyễn Hồ Hải, Bí thư Quận ủy Quận 8.

### Lãnh đạo TPHCM
Từ tháng 9 năm 2015, Nguyễn Thị Lệ là Ủy viên Ban Chấp hành Đảng bộ TP khóa 9, Ủy viên Ban Thường vụ Thành ủy khóa 10 (nhiệm kỳ 2015 - 2020), Phó trưởng ban Thường trực Ban Dân vận Thành ủy.
Chỉ 2 tháng sau, vào tháng 11 năm 2015, Nguyễn Thị Lệ được bổ nhiệm chức Trưởng ban Dân vận Thành ủy Thành phố Hồ Chí Minh thay ông Nguyễn Văn Rảnh nghỉ hưu.
Ngày 26 tháng 5 năm 2016, Nguyễn Thị Lệ trúng cử Đại biểu Hội đồng nhân dân Thành phố Hồ Chí Minh khóa 9 nhiệm kì 2016-2021.
Từ ngày 1 tháng 4 năm 2018, Nguyễn Thị Lệ, Ủy viên Ban Thường vụ Thành ủy, Trưởng ban Dân vận Thành ủy TPHCM, được Thường vụ Thành ủy phân công làm Trưởng ban Tổ chức Thành ủy Thành phố Hồ Chí Minh thay ông Nguyễn Hữu Hiệp (sinh năm 1967), còn ông Nguyễn Hữu Hiệp đảm nhiệm chức vụ Trưởng Ban Dân vận Thành ủy của bà.
Ngày 19 tháng 3 năm 2019, Nguyễn Thị Lệ, được Ban chấp hành Đảng bộ TP.HCM lần thứ 25 bầu giữ chức vụ Phó Bí thư Thành uỷ TPHCM.
Ngày 5 tháng 4 năm 2019, Nguyễn Thị Lệ được Trần Quốc Vượng, Thường trực Ban Bí thư Ban Chấp hành Trung ương Đảng Cộng sản Việt Nam khóa 12 kí quyết định chuẩn y chức vụ Phó Bí thư Thành uỷ TPHCM.
17 giờ ngày 8 tháng 4 năm 2019, tại kỳ họp thứ 13 (kì họp bất thường) Hội đồng nhân dân Thành phố Hồ Chí Minh khóa 9, Nguyễn Thị Lệ được ông Phạm Đức Hải, Phó Chủ tịch Hội đồng nhân dân TPHCM, đại diện Thường trực Hội đồng nhân dân Thành phố Hồ Chí Minh giới thiệu làm ứng cử viên duy nhất cho chức danh Chủ tịch Hội đồng nhân dân thành phố Hồ Chí Minh. Sau đó trong cùng ngày, Nguyễn Thị Lệ được 87 trong số 93 đại biểu HĐND TPHCM có mặt (tổng số 104 đại biểu, vắng mặt 11 người) bỏ phiếu kín bầu giữ chức danh Chủ tịch Hội đồng nhân dân Thành phố Hồ Chí Minh nhiệm kì 2016-2021.
Ngày 11 tháng 4 năm 2019, Nguyễn Hồ Hải, sinh năm 1977, Bí thư Quận uỷ Quận 3 TPHCM, người kế nhiệm và là đồng hương Củ Chi, được Thành uỷ TPHCM điều động bổ nhiệm giữ chức vụ Trưởng ban Tổ chức Thành uỷ TPHCM thay bà Nguyễn Thị Lệ.
Ngày 20 tháng 07 năm 2020, bà tham gia Lớp bồi dưỡng kiến thức mới cho cán bộ quy hoạch cấp chiến lược khóa XIII, lớp thứ năm (Lớp bồi dưỡng kiến thức mới).
Ngày 17 tháng 10 năm 2020, tại Hội nghị lần thứ nhất Ban chấp hành Đảng bộ Thành phố Hồ Chí Minhlần thứ XI, nhiệm kỳ 2020 - 2025, bà Nguyễn Thị Lệ được bầu làm Phó Bí thư Thành ủy Thành phố Hồ Chí Minh.
Ngày 24 tháng 6 năm 2021, Hội đồng nhân dân (HĐND) TP Hồ Chí Minh khóa X, nhiệm kỳ 2021 - 2026 đã khai mạc kỳ họp thứ nhất. Các đại biểu HĐND TP Hồ Chí Minh đã bỏ phiếu kín bầu các chức danh Chủ tịch HĐND Thành phố khóa X, nhiệm kỳ 2021-2026. Kết quả, với số phiếu đạt 95,35%, đồng chí Nguyễn Thị Lệ, Chủ tịch HĐND Thành phố khóa IX, được tín nhiệm bầu giữ chức Chủ tịch HĐND Thành phố khóa X.

## Khen thưởng
- Huy chương Vì thế hệ trẻ[5]
- Bằng khen của Thủ tướng Chính phủ.[5]